# Gorovje Gegham
Gorovje Gegham (ISO 9985: Geġam, armenščina: Գեղամա լեռնաշղթա, Geghama lernasheghta) je območje gora v Armeniji. Gorovje je planotast tip iz razvodnik porečja Sevanskega jezera z vzhoda, prilivov rek Aras in Hrazdan s severa in zahoda, rek Azat in Vedi z jugozahoda in reka Arpačai z juga. Povprečna višina gorskega območja Gegham je blizu 2500 m. Območje je vulkanskega izvora, vključno z mnogimi ugaslimi vulkani. Gorovje je dolgo 70 km in široko 48 km in se razteza med Sevanskim jezerom in Araratsko planoto. Najvišji vrh gorovja je Azhdahak (3597 m). Gore oblikujejo vulkansko polje, ki vsebuje pleistocenske do holocenske lave in kupolne stožce. Poprečna višina višavja je od 1800-2000 m do 3000 m v ločilnem grebenu.

## Geologiija
Vulkanizem v Armeniji in v gorovju Gegham je povezan s tektonskimi procesi, niso pa nujno povezani s trkom arabske plošče z evraazijsko ploščo. Za razliko od drugih delov regije Kavkaz so gorovje Gegham ustvarili predvsem manjši vulkani. Kaputanska formacija (vključno z gorovjem Atis in grebenom Gcain) iz poznega miocena je bila datirana s K7 Ar na 5,7–4,6 Ma in je najstarejše zaporedje v regiji. Pozno pliocenska dejavnost je vključevala različne bazaltne lave (vključno z vulkanom Lčain) in pozneje, v času kvartarja, ritolit in obsidijan iz središča Kotajka (Gutansar in Atis 700 ka, nato pridruženi fisurni vulkani 550–480 ka v preteklost). Vulkanska je aktivnost dosegla okrog 200 ka, ko se je večina geghamskih centrov oblikovala iz trahi-andezitnih lav. Aknocasar in Sevkatar sta bila aktivna pred manj kot 100 ka. 
Najvišja točka je vulkan Azhdahak, z  nadmorsko višino 3597,3 m, na zahodnem delu območja. V kraterju vulkana Azhdahak je jezero, ki je nastalo s taljenjem snega. 
Vulkana Spitaksar (3560 m) in Geghasar (3446 m), prvi bruhal pred 120 ka in drugi 80-40 ka, sta v Armeniji vir obsidiana.

## Biom
Ptičja favna v gorskem območju Geghama vključuje približno 250 vrst, kar predstavlja 70 % vse armenske avifavne.
Jugovzhodna pobočja gorovja Gegham so pokrita z gozdom Khosrov, ki ga je v 4. stoletju zasadil Khosrov I. in je bil leta 1958 spremenjen v državni park.
V gorovju Gegham, okoli gore Sevsar, je ena glavnih prisotnosti  stročnice vavilovie, Vavilovia formosa.  Druga vrsta Poa greuteri, trava, je na območju endemit.

## V skalo vklesane podobe
Na območju gorovja Gegham je bilo najdenih veliko petroglifov - v skalo vklesanih ali vrezanih podob. Večina prikazuje ljudi v prizorih lova in spopadov ter astronomska telesa in pojave: Sonce, Luna, ozvezdja, zvezdnato nebo, strele, itd.